# Кригс-Ау, Адольф фон
Адольф фон Кригс-Ау (нем. Adolf Freiherr von Kriegs-Au; 13 декабря 1819 — 30 октября 1884) — австрийский и австро-венгерский государственный деятель, министр финансов Цислейтании в 1880. Барон (1866).

## Жизнь и карьера
Происходил из семьи госслужащего. Изучал юриспруденцию в Венском университете. В 1841 поступил на государственную службу, работал в налоговых органах в Нижней Австрии.
Во время Революции 1848—1849 исполнял обязанности личного связного эрцгерцога Франца Иосифа с фельдмаршалом Виндишгрецем; подвергался аресту революционной Национальной гвардией. Дважды инкогнито (в одежде нищего) посещал охваченную беспорядками Вену.
С 1849 по 1854 работал в органах внутренних дел в Трансильвании. С 1856 — надворный советник, служил в управлении штатгальтера в Офене, в 1859—1860 — в Пресбурге. С 1863 — в администрации штатгальтера Нижней Австрии, затем в Линце. После Австро-прусской войны 1866 возглавлял гражданскую администрацию при северной армии, занимался вопросами ликвидации материального ущерба от войны. Удостоен баронского титула. В 1869 возглавил Дунайское пароходство.
С 16 февраля по 26 июня 1880 — министр финансов Цислейтании, назначен членом Тайного совета. Выдвигал предложения о валютной реформе и введении золотого стандарта.